# Whiskey in the Jar (Metallica)
Whiskey in the Jar è un singolo del gruppo musicale statunitense Metallica, pubblicato il 1º febbraio 1999 come secondo estratto dall'album di cover Garage Inc..

## Descrizione
Si tratta di una reinterpretazione dell'omonimo brano popolare irlandese inciso nel 1700. La versione dei Metallica si rifà tuttavia alla versione incisa dai Thin Lizzy agli inizi degli anni settanta e ha vinto un Grammy Award alla miglior interpretazione hard rock durante la 42ª edizione dei Grammy Awards.

## Tracce
CD – parte 1 (Europa)
1. Whiskey in the Jar – 5:04
2. Blitzkrieg (Live) – 4:07 – originariamente interpretata dai Blitzkrieg
3. The Prince (Live) – 5:12 – originariamente interpretata dai Diamond Head

CD – parte 2 (Europa)
1. Whiskey in the Jar – 5:04
2. The Small Hours (Live) – 6:39 – originariamente interpretata dagli Holocaust
3. Killing Time (Live) – 3:33 – originariamente interpretata dai Sweet Savage

CD – parte 3 (Europa)
1. Whiskey in the Jar – 5:04
2. Last Caress/Green Hell (Live) – 3:56 – originariamente interpretata dai Misfits
3. Whiskey in the Jar (Live) – 5:17

CD – parte 1 (Australia)
1. Whiskey in the Jar – 5:04
2. Garage Inc. Electronic Press Kit Pt. 1 – 24:39

CD – parte 2 (Australia)
1. Whiskey in the Jar – 5:04
2. Garage Inc. Electronic Press Kit Pt. 2 – 25:24

CD – parte 3 (Australia)
1. Whiskey in the Jar – 5:04
2. The Small Hours (Live) – 6:39 – originariamente interpretata dagli Holocaust
3. The Prince (Live) – 5:12 – originariamente interpretata dai Diamond Head
4. Killing Time (Live) – 3:33 – originariamente interpretata dai Sweet Savage
5. Last Caress/Green Hell (Live) – 3:56 – originariamente interpretata dai Misfits
6. Whiskey in the Jar (Live) – 5:17

CD (Germania)
1. Whiskey in the Jar – 5:04
2. The Wait (Live) – 4:37 – originariamente interpretata dai Killing Joke

CD (Giappone)
1. Whiskey in the Jar – 5:04
2. Blitzkrieg (Live) – 4:07 – originariamente interpretata dai Blitzkrieg
3. The Prince (Live) – 5:12 – originariamente interpretata dai Diamond Head
4. Killing Time (Live) – 3:33 – originariamente interpretata dai Sweet Savage
5. Last Caress/Green Hell (Live) – 3:56 – originariamente interpretata dai Misfits
6. Whiskey in the Jar (Live) – 5:17

## Formazione
Hanno partecipato alle registrazioni, secondo le note di copertina di Garage Inc.:
Gruppo
- James Hetfield – voce, chitarra
- Lars Ulrich – batteria
- Kirk Hammett – chitarra
- Jason Newsted – basso

Produzione
- Bob Rock – produzione
- James Hetfield – produzione
- Lars Ulrich – produzione
- Randy Staub – ingegneria del suono, missaggio
- Brian Dobbs – ingegneria del suono aggiuntiva
- Kent Matcke – assistenza tecnica
- Leff Lefferts – assistenza tecnica
- Chris Manning – assistenza tecnica
- Paul DeCarli – montaggio digitale
- Mike Gillies – montaggio digitale
- Mike Fraser – missaggio
- George Marino – mastering

## Classifiche
| Classifica (1999)             | Posizione massima |
| ----------------------------- | ----------------- |
| Australia                     | 14                |
| Austria                       | 30                |
| Belgio (Fiandre)              | 48                |
| Finlandia                     | 11                |
| Germania                      | 23                |
| Irlanda                       | 17                |
| Norvegia                      | 4                 |
| Nuova Zelanda                 | 41                |
| Paesi Bassi                   | 47                |
| Regno Unito                   | 29                |
| Stati Uniti                   | 124               |
| Stati Uniti (mainstream rock) | 4                 |
| Svezia                        | 15                |
| Svizzera                      | 55                |